# Валья (приток Солки)
Валья (Лубянка) — река в России, протекает по Кингисеппскому району Ленинградской области. Устье реки находится в 25 км по правому берегу реки Солка. Длина реки составляет 10 км, площадь водосборного бассейна 36,5 км².

## Данные водного реестра
По данным государственного водного реестра России относится к Балтийскому бассейновому округу, водохозяйственный участок реки — Луга от в/п Толмачево до устья. Относится к речному бассейну реки Нарва (российская часть бассейна).
Код объекта в государственном водном реестре — 01030000612102000026619.